# Jan Christiaan van Wijk

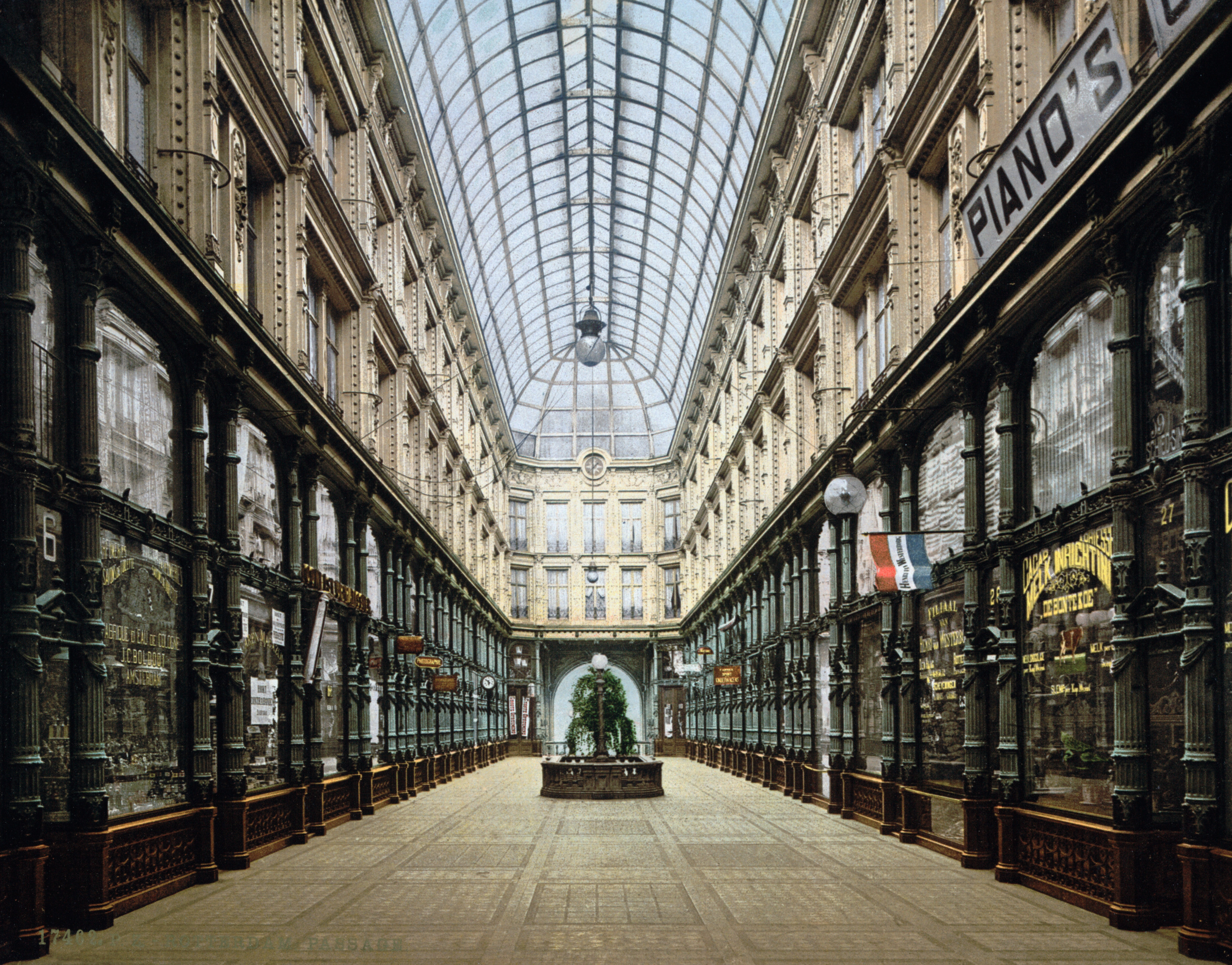
De Passage in Rotterdam

Jan Christiaan van Wijk (Gouda, 1844 - Rotterdam, 6 maart 1891) was een Nederlandse architect.
Van Wijk was in 1867 in het gevolg van de architect Johan Metzelaar betrokken bij de opzet van de Nederlandse afdeling op de wereldtentoonstelling van Parijs. Vervolgens vestigde hij zich als architect in Rotterdam. In die plaats ontwierp hij omstreeks 1879 met de Passage de eerste winkelpassage van Nederland.
Verdere werken van zijn hand zijn onder meer:
- Het Kurhaus en de Passage in Zandvoort (circa 1881 gebouwd, verdwenen)
- De Passage in Den Haag (circa 1885, ontworpen i.s.m. Herman Wesstra jr., rijksmonument[2])
- De verbouwing van de Drogenapstoren te Zutphen tot watertoren (circa 1888)
- Watertoren in Maassluis (circa 1890, i.s.m. C.W. Hogendijk)[3]
- Woonhuizen aan het Koningin Emmaplein 1-15 te Rotterdam (circa 1890, rijksmonument[4])